# Poecilotraphera diareta
Poecilotraphera diareta är en tvåvingeart som beskrevs av Steyskal 1965. Poecilotraphera diareta ingår i släktet Poecilotraphera och familjen bredmunsflugor. Inga underarter finns listade i Catalogue of Life.